# Саскиз
 Тази статия е за селото в Румъния.  За общината вижте Саскиз (община).  
Саскиз (на румънски: Saschiz; на немски: Keisd; на унгарски: Szászkézd, трансилвански сакски: Kisd) е село в окръг Муреш, централна Румъния. Населението му се състои от 1 532 души (2002), като 88 % са румънци, 5 % - немци, 3 % - унгарци и 3 % - цигани.
Селото е част от селата с укрепени църкви в Трансилвания, приети през 1993 г. за Световно културно наследство на ЮНЕСКО.
Най-ранният документ за съществуването на Саскиз (Кайсд) датира от началото на XIV век. По това време селото е населено от саси.